# Ivan Trnski
Ivan Trnski (* 1. Mai 1819 in Nova Rača beim Bjelovar; † 30. Juli 1910 in Zagreb) war ein prominenter kroatischer Dichter, Übersetzer und Geduldsspieler, der bekannteste Lieder Nationale Wiedergeburt der Kroaten und Vater der kroatischen Metrik. Trnski war auch der Gründer und erste Präsident der Kroatischen Schriftstellergesellschaft. Er zeichnete Kroatischer Literatur des 19. Jahrhunderts.
Seine Eltern waren Lehrer. Er besuchte die Volksschule in Grubišno Polje und das Klassische Gymnasium in Zagreb. Wie Grenzeroffizer in Graz, Trnski war erstens promoviert im Oberstleutnant und zwei Jahre später in Oberst. Trnski war Parlamentsabgeordneter in Sabor und Präfekt der Gespanschaft Bjelovar, sowie der Präsident des Kulturverbands Matica hrvatska (1901–1902) und Gründer der Maticas Zeitschrift Vijenac.
Trnski übersetzte aus dem Deutschen (Schiller), Englischen (Shakespeare) und Russischen (Puschkin – Eugen Onegin) und schrieb für zahlreiche kroatische literarische Magazine (Danica, Savremenik, Vijenac, Neven) und veröffentlichte Geduldsspiele (Anagramme, Akrosticha usw.) in Zora dalmatinska, Neven, Prosvjeta und Nada.